# Carlos Spegazzini
Carlos Spegazzini è una città argentina della provincia di Buenos Aires. Situata nel dipartimento di Ezeiza, appartiene all'area metropolitana della Grande Buenos Aires. Secondo il censimento condotto nel 2007, contava 27.000 abitanti.

## Storia
La città è intitolata al botanico e micologo italo-argentino Carlo Luigi Spegazzini.

## Infrastrutture e trasporti

### Strade
La principale via d'accesso alla città è l'autostrada Ezeiza-Cañuelas. Carlos Spegazzini è attraversata dalla strada nazionale 205, che unisce la parte sud della conurbazione bonaerense con l'interno della provincia di Buenos Aires.

### Ferrovie
Carlos Spegazzini è servita da una propria stazione ferroviaria lungo la linea suburbana Roca, che unisce la capitale argentina con le località del sud e dell'est della sua conurbazione.